# Zghorta
Zghorta, ou Zgharta (en arabe : زغرتا), est une ville maronite de la mouhafaza du Nord au Liban. On estime sa population à 50 000 habitants, appelés en français les Zghortiotes. Elle est la capitale du district de Zghorta. La ville est étroitement liée avec celle d'Ehden : l'été, les Zghortiotes montent à Ehden ; l'hiver, ce sont les habitants d'Ehden qui se rendent à Zghorta.
Beaucoup d'habitants de Zghorta ont émigré à travers le monde, mais une bonne partie continue de venir à Zghorta où ils ont pour certains une maison.
Par le passé, Zghorta s'est illustrée par des combats violents entre les différentes familles et parentèles qui s'y partagent le pouvoir. Cela a cessé il y a quelques décennies. Le dîner partagé au restaurant « Al Maghdachiyyé » vers le milieu des années 1960 par les chefs des familles Frangieh et Douaihy étant un des moments forts de cette transition progressive qui s'est terminée à la fin des années 1980.
Les Zghortiotes s'illustrent par un accent très prononcé et reconnaissable. Leur tendance est de prononcer les « a » en « é » et certains mots qu'ils utilisent sont exclusifs à leur dialecte, tel que "gharbieh" (غربية) pour désigner le brouillard, alors que dans le reste du pays on parle plutôt de "ghtayta" (غطيطة).
Zghorta est aussi célèbre dans tout le Liban pour sa kebbé caractéristique.

## Personnalités de Zghorta
Le « Héros du Liban »
- Youssef Bey Karam

2 présidents du Liban sont originaires de la ville
- Soleimane Frangié
- René Moawad

Politiciens originaires de la ville
- Hamid Frangié
- Nayla Moawad
- Youssef Salim Karam
- Samir Frangié
- Soleimane Frangié Jr
- Salim Bey Karam
- Seeman El Douaihy
- Estephan El Douaihy

3 patriarches maronites sont originaires d'Ehden
- Jean Makhlouf (1608-1633)
- Georges Omaira (1633-1644)
- Étienne Douaihy (1670-1704)

Autres personnalités
- Gabriel Sionite, professeur de syriaque et d'arabe au Collège royal de Paris
- Rachid El-Daif, écrivain
- Dr. Joseph Soutou/Soto, chirurgien et médecin légiste
- Chawki Douaihy, écrivain
- Jabbour Douaihy, écrivain
- Antoine Douaihy, écrivain
- Saliba Douaihy, peintre
- Badaoui Abou (Abi) Dib, avocat.

## Familles
- Frangieh
- Iskandar
- Bou Daher
- Saadeh
- Sayegh
- Tabar
- Makhlouf
- Yammine
- Farchakh
- Karam
- Douaihy
- Makary
- El Hoche
- Moawad, Mouawad ou Mawad
- Dahdah
- Akle
- Maarawi
- Boulos
- Zaatar
- Bou Haroun
- Geitany
- Tayoun
- Nader
- Airout
- Ashi
- Chedraoui
- Ahel
- Zaatini
- Salloum
- Accary
- Rehben
- Kareh
- Saroufim
- Azizi
- Antoun
- Abi (Abou) Dib
- Zakhia

## Ville d'estivage systématique
- Ehden